# San Jose CyberRays
San Jose CyberRays (originalment Bay Area CyberRays) va ser un club femení de futbol de San Jose, a Califòrnia. Va ser creat al 2001 amb la fundació de la primera lliga professional dels Estats Units, la WUSA, i va guanyar l'edició inaugural del campionat.
Les dues temporades següents no es va classificar per als play-offs, i va desaparèixer quan la WUSA va tancar al 2003.

## Temporades

### 2003
|                      | 6è            | No classificat |          |          |          |           |         |
| Plantilla a la Lliga |               |                |          |          |          |           |         |
| GK                   | Beene         | Greathous      |          |          |          |           |         |
| DF                   | Alagich       | Bryan          | Chastain | Cromwell | French   | Lindsey   | Sanchez |
| MF                   | Antongiovanni | Barnes         | Barr     | Cook     | Sissi    | Venturini |         |
| FW                   | Bell          | Clements       | Kátia    | Patrick  | Pretinha |           |         |